# Fardeen Khan
Fardeen Khan, född 8 mars 1974, är en indisk skådespelare. Men han är ursprungligen från Afghanistan. Han gjorde sin första film år 1998, debutfilmen hette Prem Aggan. Han kommer från en känd familj, han är son till filmregissören Feroz Khan och hans kusin Zayed Khan.